# Ezequiel Schelotto
Ezequiel Matías Schelotto (Buenos Aires, 23 maggio 1989) è un calciatore argentino naturalizzato italiano, centrocampista del Paradiso.

## Biografia
Nato in Argentina, ha origini italiane per via di un bisnonno originario di Cogoleto. È il quinto di sette fratelli (di cui cinque maschi), due dei quali, Emanuel Federico e Lucas Daniel, anch'essi calciatori. La sua carriera è iniziata a Buenos Aires nelle file del Vélez Sarsfield. Dopo 8 anni è stato notato dagli osservatori del Banfield e, nell'estate del 2003, si è trasferito nelle giovanili di uno dei club più antichi d'Argentina.

## Caratteristiche tecniche
È un centrocampista esterno di fascia destra, che ha nella velocità e nel fisico i principali punti di forza. Può giocare sia da esterno alto che esterno basso. È un destro naturale, ma padroneggia discretamente anche il sinistro. Durante il suo impiego a Cesena è stato paragonato, come fisicità e modo di giocare, a Mauro Germán Camoranesi. Proprio per via della sua grande corsa è soprannominato El Galgo (Il Levriero).

## Carriera

### Club

#### Cesena
Dopo aver mosso i primi passi negli argentini del Banfield, nell'estate del 2008 approda in Italia con il Cesena. Il suo effettivo tesseramento avviene solo nell'aprile del 2009. Gioca quindi le rimanenti 6 gare (su 7 possibili) di Prima Divisione segnando un gol. Nel luglio del 2009 l'Atalanta rileva una metà del cartellino, con il giocatore che rimane comunque a Cesena.
Nella stagione 2009-2010 parte come titolare, ottenendo la promozione in Serie A con 6 reti in 40 partite. Le sue prestazioni gli valgono le prime tre convocazioni in Under-21. Il 24 giugno 2010 viene riscattato totalmente dall'Atalanta: l'accordo prevede tuttavia che il giocatore rimanga per un altro anno in prestito alla squadra cesenate.
Esordisce in Serie A il 28 agosto 2010 nella gara esterna contro la Roma (0-0). Il primo gol stagionale avviene il 27 ottobre nell'incontro di Coppa Italia contro il Novara, siglando la rete del momentaneo vantaggio della squadra cesenate (la partita finirà 3-1 per i piemontesi). Verso metà campionato si manifesta una rottura tra il giocatore e l'allora allenatore cesenate Massimo Ficcadenti che ne limiterà l'utilizzo.

#### Il prestito al Catania
Il 31 gennaio 2011 passa in prestito al Catania, dall'Atalanta che ne detiene l'intero cartellino. Lascia quindi il Cesena dopo tre anni e due promozioni, giocando in tutto 66 presenze e 8 reti (di cui 3 presenze e una rete in Coppa Italia). Fa il suo esordio in maglia rossazzurra il 6 febbraio 2011, nella partita persa per 1-0 contro il Bologna. Segna l'unica rete in campionato con la maglia del Catania il 17 aprile 2011, nella partita persa 1-4 contro la Lazio. Chiude la stagione con 14 presenze con la squadra etnea.
Scaduti i termini del prestito, il giocatore fa ritorno all'Atalanta.

#### Atalanta
Dopo due anni dal suo ingaggio, il giocatore arriva a Bergamo. Il 21 agosto esordisce con la maglia nerazzurra nella sfida persa contro il Gubbio valida per il terzo turno di Coppa Italia. L'11 settembre, invece, esordisce da titolare in campionato nella partita pareggiata per 2-2 contro il Genoa a Marassi. Il 25 settembre 2011 realizza la sua prima rete in maglia nerazzurra nella gara interna contro il Novara (la partita finirà 2-1 per gli orobici).

#### Inter
Il 31 gennaio 2013, ultimo giorno di calciomercato, passa a titolo definitivo all'Inter, che ha ceduto in cambio all'Atalanta 3.5 milioni di euro più la metà del cartellino di Marko Livaja. Il giocatore sceglie di indossare la maglia numero 7, lasciata libera dalla partenza di Coutinho.
Debutta il 3 febbraio seguente nella partita Siena-Inter (3-1) partendo titolare e uscendo al minuto 45, lasciando il posto a Mateo Kovačić. Il 24 febbraio segna il suo primo gol con la maglia dell'Inter, in occasione del derby contro il Milan, realizzando la rete dell'1-1.
Non viene convocato per il ritiro estivo agli ordini del nuovo tecnico Walter Mazzarri, venendo relegato ai margini della rosa.

#### I prestiti a Sassuolo, Parma e Chievo
Il 29 agosto 2013 passa in prestito con diritto di riscatto al Sassuolo. Esordisce col club neroverde il 15 settembre seguente nella partita di campionato Verona-Sassuolo (2-0). Il 29 settembre 2013, alla sesta giornata, segna di testa la sua prima rete con la maglia del Sassuolo nella partita casalinga contro la Lazio (finale 2-2).
Dopo 12 presenze ed un gol in totale, il 21 gennaio 2014 passa in prestito con diritto di riscatto al Parma. Il 16 febbraio 2014, all'esordio con la maglia del Parma, segna la sua prima rete in gialloblu ai danni dell'Atalanta per il definitivo 0-4 della squadra ospite.
Il 26 agosto 2014 passa in prestito con diritto di riscatto (fissato a 3 milioni di euro) al Chievo; riscatto obbligatorio con i clivensi salvi ed "el Galgo" in campo almeno 28 volte per minimo 45 minuti. Esordisce con la maglia gialloblu alla prima giornata contro la Juventus. Al termine della stagione colleziona 29 presenze, ma soltanto 26 della durata di almeno un tempo, non è riscattato e torna in nerazzurro. Il 31 agosto 2015 rescinde ufficialmente il contratto con l'Inter.

#### Sporting Lisbona e Brighton

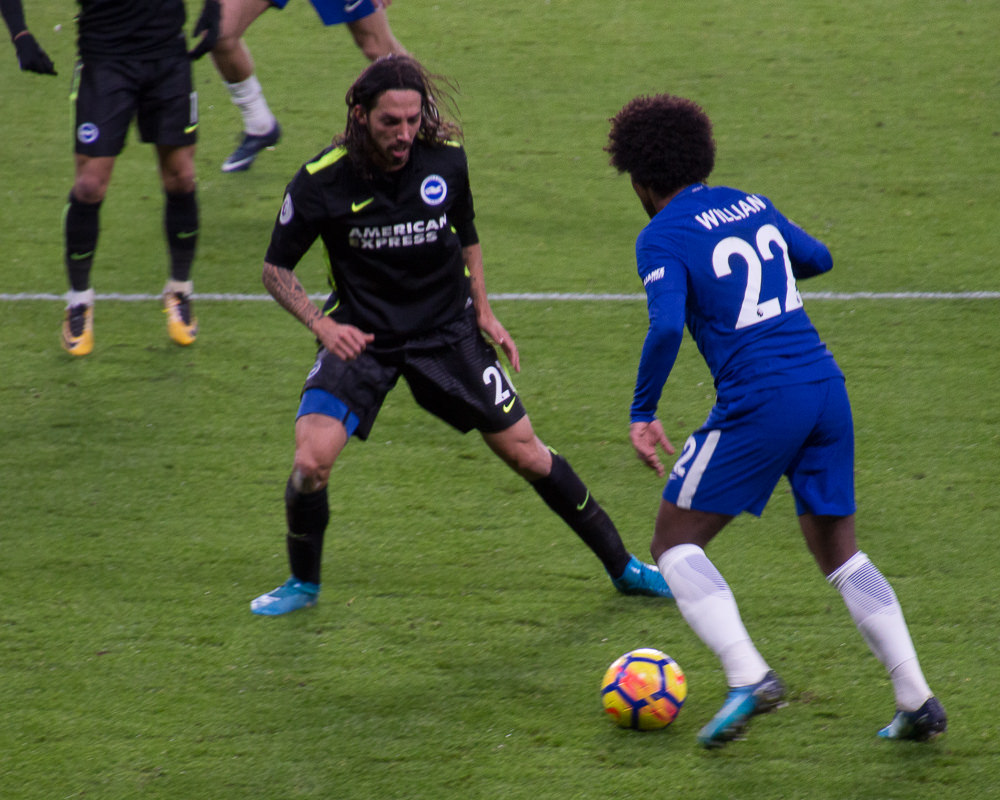
Schelotto con la maglia del Brighton durante un duello con Willian nel 2017

Il 20 novembre 2015 firma un contratto fino al termine della stagione, con opzione per altri 3 anni e clausola rescissoria a 45 milioni di euro con lo Sporting Lisbona. In due anni in Portogallo colleziona 43 presenze tra campionato e coppe.
Il 31 agosto 2017 si trasferisce a titolo definitivo agli inglesi del Brighton, neopromossi in Premier League; al primo anno gioca in tutto 23 partite e al secondo neanche una.

#### Prestito al Chievo e ritorno al Brighton
Il 28 gennaio 2019 torna al ChievoVerona in prestito fino a fine stagione. Esordisce l'8 febbraio nella gara persa contro la Roma (0-3) subentrando nel secondo tempo al posto di Fabio Depaoli. Il 3 marzo si infortuna al ginocchio destro uscendo in barella nella partita contro il Torino. Dopo due giorni annuncia sul suo profilo Instagram che verrà operato concludendo anticipatamente la sua stagione con la maglia dei Clivensi.
Nella stagione successiva torna al Brighton.

#### Ritorno in Argentina
Rimasto svincolato, il 4 febbraio 2021 si unisce al Racing Avellaneda.
Il 4 agosto 2022, si trasferisce a titolo gratuito all'Aldosivi.
Il 17 febbraio 2023, viene acquistato a parametro zero dal Deportivo Moron, militante nella Primera B Nacional.

#### Barletta e Paradiso
Il 18 luglio 2023, Schelotto fa ritorno in Italia, accasandosi al Barletta, in Serie D.
Al termine della stagione è seconda voce nelle telecronache delle partite di Copa America su Sportitalia.
Per la stagione 2024-2025 viene ingaggiato dal Paradiso, squadra di terza serie svizzera allenata da Giuseppe Sannino.

### Nazionale
Grazie alla legge che attribuisce la cittadinanza italiana a chi abbia almeno un ascendente italiano, è diventato convocabile per le nazionali azzurre, così il 13 novembre 2009 il commissario tecnico Pierluigi Casiraghi lo fa esordire in nazionale Under-21 contro i pari età dell'Ungheria nella partita di qualificazione agli Europei del 2011, persa per 2-0. Il 17 novembre seguente gioca di nuovo da titolare nella partita vinta per 4-0 dall'Italia contro il Lussemburgo; anche nel 2010 continua a far parte degli Azzurrini e nel marzo 2010 gioca da titolare nella partita vinta per 2-0 dall'Italia contro la nazionale di calcio dell'Ungheria Under-21.
Casiraghi continua a utilizzarlo per tutto il girone di qualificazione, schierandolo sempre da titolare. Durante i play-off di andata contro la Bielorussia, validi alla qualificazione alla fase finale, una sua ammonizione gli vale la squalifica per la gara di ritorno, decisiva in negativo per gli Azzurrini.
Il 13 maggio 2012 viene convocato per la prima volta in nazionale maggiore dal CT Cesare Prandelli, che lo inserisce nella lista dei 32 giocatori pre-convocati per l'Europeo 2012 insieme al suo compagno di squadra Luca Cigarini. Non confermato nell'elenco dei calciatori che presero parte alla competizione europea, debutta con la nazionale maggiore il 15 agosto 2012 nella partita amichevole, giocata a Berna, persa per 1-2 contro l'Inghilterra, subentrando all'86'.

## Statistiche

### Presenze e reti nei club
Statistiche aggiornate al 5 luglio 2025.
| Stagione                | Squadra                 | Campionato              | Campionato | Campionato | Coppe nazionali | Coppe nazionali | Coppe nazionali | Coppe continentali | Coppe continentali | Coppe continentali | Altre coppe | Altre coppe | Altre coppe | Totale | Totale |
| Stagione                | Squadra                 | Comp                    | Pres       | Reti       | Comp            | Pres            | Reti            | Comp               | Pres               | Reti               | Comp        | Pres        | Reti        | Pres   | Reti   |
| ----------------------- | ----------------------- | ----------------------- | ---------- | ---------- | --------------- | --------------- | --------------- | ------------------ | ------------------ | ------------------ | ----------- | ----------- | ----------- | ------ | ------ |
| 2008-2009               | Cesena                  | 1D                      | 6          | 1          | CI+CI-LP        | 0               | 0               | -                  | -                  | -                  | SL-PD       | 2           | 0           | 8      | 1      |
| 2009-2010               | Cesena                  | B                       | 40         | 6          | CI              | 2               | 0               | -                  | -                  | -                  | -           | -           | -           | 42     | 6      |
| 2010-gen. 2011          | Cesena                  | A                       | 17         | 0          | CI              | 1               | 1               | -                  | -                  | -                  | -           | -           | -           | 18     | 1      |
| Totale Cesena           | Totale Cesena           | Totale Cesena           | 63         | 7          |                 | 3               | 1               |                    | -                  | -                  |             | 2           | 0           | 68     | 8      |
| gen.-giu. 2011          | Catania                 | A                       | 14         | 1          | CI              | 0               | 0               | -                  | -                  | -                  | -           | -           | -           | 14     | 1      |
| 2011-2012               | Atalanta                | A                       | 37         | 2          | CI              | 1               | 0               | -                  | -                  | -                  | -           | -           | -           | 38     | 2      |
| 2012-gen. 2013          | Atalanta                | A                       | 16         | 0          | CI              | 2               | 0               | -                  | -                  | -                  | -           | -           | -           | 18     | 0      |
| Totale Atalanta         | Totale Atalanta         | Totale Atalanta         | 53         | 2          |                 | 3               | 0               |                    | -                  | -                  |             | -           | -           | 56     | 2      |
| gen.-giu. 2013          | Inter                   | A                       | 12         | 1          | CI              | 1               | 0               | UEL                | 0                  | 0                  | -           | -           | -           | 13     | 1      |
| 2013-gen. 2014          | Sassuolo                | A                       | 11         | 1          | CI              | 1               | 0               | -                  | -                  | -                  | -           | -           | -           | 12     | 1      |
| gen.-giu. 2014          | Parma                   | A                       | 16         | 4          | CI              | 0               | 0               | -                  | -                  | -                  | -           | -           | -           | 16     | 4      |
| 2014-2015               | Chievo                  | A                       | 29         | 0          | CI              | 0               | 0               | -                  | -                  | -                  | -           | -           | -           | 29     | 0      |
| nov. 2015-2016          | Sporting Lisbona        | PL                      | 14         | 0          | CP+CdL          | 0+3             | 0               | UEL                | 0                  | 0                  | -           | -           | -           | 17     | 0      |
| 2016-2017               | Sporting Lisbona        | PL                      | 23         | 0          | CP+CdL          | 0               | 0               | UCL                | 3                  | 0                  | -           | -           | -           | 26     | 0      |
| Totale Sporting Lisbona | Totale Sporting Lisbona | Totale Sporting Lisbona | 37         | 0          |                 | 3               | 0               |                    | 3                  | 0                  |             | -           | -           | 43     | 0      |
| 2017-2018               | Brighton                | PL                      | 20         | 0          | FACup+CdL       | 1+2             | 0               | -                  | -                  | -                  | -           | -           | -           | 23     | 0      |
| 2018-gen. 2019          | Brighton                | PL                      | 0          | 0          | FACup+CdL       | 0               | 0               | -                  | -                  | -                  | -           | -           | -           | 0      | 0      |
| gen.-giu. 2019          | Chievo                  | A                       | 4          | 0          | CI              | 0               | 0               | -                  | -                  | -                  | -           | -           | -           | 4      | 0      |
| Totale Chievo           | Totale Chievo           | Totale Chievo           | 33         | 0          |                 | 0               | 0               |                    | -                  | -                  |             | -           | -           | 33     | 0      |
| 2019-2020               | Brighton                | PL                      | 8          | 0          | FACup+CdL       | 1+0             | 0               | -                  | -                  | -                  | -           | -           | -           | 9      | 0      |
| Totale Brighton & Hove  | Totale Brighton & Hove  | Totale Brighton & Hove  | 28         | 0          |                 | 2+2             | 0               |                    | -                  | -                  |             | -           | -           | 32     | 0      |
| 2021                    | Racing Club             | PD                      | 5          | 0          | CA+CP           | 0               | 0               | CL+CS              | 2+0                | 0                  | SA          | 1           | 0           | 8      | 0      |
| 2022                    | Aldosivi                | PD                      | 8          | 0          | CA+CP           | 0               | 0               | -                  | 0                  | 0                  | -           | 0           | 0           | 8      | 0      |
| 2023                    | Deportivo Morón         | PBN                     | 9          | 1          | CA+CP           | 0               | 0               | -                  | -                  | -                  | -           | -           | -           | 9      | 1      |
| 2023-2024               | Barletta                | D                       | 16         | 3          | CI-D            | 1               | 0               | -                  | -                  | -                  | -           | -           | -           | 17     | 3      |
| 2024-2025               | Paradiso                | PL                      | 26         | 2          | CIS             | 2               | 0               | -                  | -                  | -                  | -           | -           | -           | 28     | 2      |
| 2025-2026               | Paradiso                | PL                      | 0          | 0          | CIS             | 0               | 0               | -                  | -                  | -                  | -           | -           | -           | 0      | 0      |
| Totale carriera         | Totale carriera         | Totale carriera         | 340        | 22         |                 | 18              | 1               |                    | 5                  | 0                  |             | 3           | 0           | 357    | 23     |

### Cronologia presenze e reti in nazionale
| Cronologia completa delle presenze e delle reti in nazionale ― Italia | Cronologia completa delle presenze e delle reti in nazionale ― Italia | Cronologia completa delle presenze e delle reti in nazionale ― Italia | Cronologia completa delle presenze e delle reti in nazionale ― Italia | Cronologia completa delle presenze e delle reti in nazionale ― Italia | Cronologia completa delle presenze e delle reti in nazionale ― Italia | Cronologia completa delle presenze e delle reti in nazionale ― Italia | Cronologia completa delle presenze e delle reti in nazionale ― Italia |
| Data                                                                  | Città                                                                 | In casa                                                               | Risultato                                                             | Ospiti                                                                | Competizione                                                          | Reti                                                                  | Note                                                                  |
| --------------------------------------------------------------------- | --------------------------------------------------------------------- | --------------------------------------------------------------------- | --------------------------------------------------------------------- | --------------------------------------------------------------------- | --------------------------------------------------------------------- | --------------------------------------------------------------------- | --------------------------------------------------------------------- |
| 15-8-2012                                                             | Berna                                                                 | Italia                                                                | 1 – 2                                                                 | Inghilterra                                                           | Amichevole                                                            | -                                                                     | 85’                                                                   |
| Totale                                                                |                                                                       | Presenze                                                              | 1                                                                     |                                                                       | Reti                                                                  | 0                                                                     |                                                                       |

## Palmarès

### Club

#### Competizioni nazionali
- Lega Pro Prima Divisione: 1

Cesena: 2008-2009 (girone A)